# Distribució U-quadràtica
En la teoria de la probabilitat i l'estadística, la distribució U-quadràtica és una distribució de probabilitat contínua definida per una funció quadràtica convexa única amb límit inferior a i límit superior b.
{\displaystyle f(x|a,b,\alpha ,\beta )=\alpha \left(x-\beta \right)^{2},\quad {\text{for }}x\in [a,b].}

## Relacions de paràmetres
Aquesta distribució només té dos paràmetres a, b, ja que els altres dos són funcions explícites del suport definit pels dos paràmetres anteriors:
{\displaystyle \beta ={b+a \over 2}}
(centre d'equilibri gravitatori, compensació) i
{\displaystyle \alpha ={12 \over \left(b-a\right)^{3}}}
(escala vertical).

## Aplicacions
Aquesta distribució és un model útil per a processos bimodals simètrics. Altres distribucions contínues permeten més flexibilitat, en termes de relaxació de la simetria i la forma quadràtica de la funció de densitat, que s'apliquen a la distribució U-quadràtica, per exemple, la distribució beta i la distribució gamma. La distribució U quadràtica i U invertida té una aplicació a la formació de feixos i la síntesi de patrons.